# 黒沢ダイスケ
黒沢 ダイスケ （くろさわ ダイスケ、本名：黒沢 大佑、1983年2月23日 - ）は日本のギタリスト、作曲家。神奈川県横浜市出身。血液型はB型。

## 経歴
プログレハードロックバンド、"軌道共鳴 Orbital Resonance" のギタリストとして活動しながら、96（kuro）名義にて、コナミデジタルエンタテインメント所属のゲームミュージック作曲家としても活動していた。主にBEMANIシリーズのゲーム制作に携わっており、jubeatでは毎作に渡り最高難易度の曲を提供している。ドリーム・シアターやシンフォニー・エックスの影響下を思わせるプログレッシブ・メタルのインストナンバーを多く手がける他、サンバやフュージョンの楽曲も作曲しており、他のコンポーザー楽曲のギター演奏も行うなど精力的に活動している。また、「一網打尽」はGuitarFreaks & DrumManiaシリーズにおいてギターパートのMASTERで最高レベルの9.99に指定されている。
Des-ROW公式サイト上では「96ちゃん」としてコメントを掲載している。
ドリーム・シアターの大ファンであり、過去に沢山のコピー音源をホームページに掲載していた。
2003年に、代表曲D.N.A.がDream Theater songwriting contestで2位を受賞。（この曲の音源がドリーム・シアターのライブ会場に流れたこともある）
これをきっかけに、軌道共鳴を結成。
バンドとしての1stフルアルバム”Absolute Separation”を2005年にリリース。
一部小売店や、公式サイトのWeb Shopより通販にて購入可能。
その他セッションや、サポートなどのライブ活動も精力的に行っている。
2009年には、7弦ギターを使用したプログレッシブインストバンド：Hell's Kitchenや、ハードフュージョンを軸とした：黒沢ダイスケグループ等での活動も開始。
2011年より、黒沢ダイスケプログレッシブバンドの活動を開始。
2013年、96名義での1stアルバム”BLACK ALBUM”をリリース。
2017年にコナミを退社し、倉持武志が代表取締役社長を務める株式会社IZENEのサウンド制作プロダクション「INSPION」の専属クリエイターとなっている。
2018年、2ndアルバム”BLACK ALBUM 2”をリリース。
2020年、3rdアルバム”BLACK ALBUM 3”をリリース。
2022年、4thアルバム”BLACK ALBUM 4”をリリース。

## 主なゲーム曲
- 名義が記載されていないものは96名義
- その他BEMANI楽曲へのギター演奏参加も多数存在。
- GuitarFreaks & DrumMania
  - V4 Яock×Rock
    - INSIDE-OUT(Ninezero)
    - MASCARADA(平田久美子)
    - 一網打尽

  - V5 Rock to Infinity
    - Far Beyond Blackened(Ninezero)
    - FORCE interval Build
    - CHIMERA
    - ヒトリアソビ(iNO)

  - V6 BLAZING!!!!
    - 君影草(AIRI)
    - The Ascension(二井原実 vs. 96)
    - 風神雲龍伝(98) - 肥塚良彦との合作
    - 恐怖の右脳改革

  - XG & V7
    - KAISER PHOENIX
    - CALAMITY PHOENIX
    - クリーンクリーン(ブラックカプセル)
    - X-treme Grade

  - XG2 Groove to Live & V8
    - SIX DIMENTION
    - 幻想雷神記(98)
    - 衝動がえがいたどうしようもないストーリー(2B-waves)
    - DAWN(Melodyout)
    - 百鬼夜行

  - XG3
    - 群青と流星(2B-waves)
    - SCREW DRIVER
    - Predator's Crypto Pt.1
    - Predator's Crypto Pt.2
    - RePrise(SHOGO)
    - DOUBLE IMPACT(DOUBLE IMPACT) - Sota Fujimoriとの合作
    - 恋閃繚乱(2B-Waves) - つぎドカ！連動曲

  - GITADORA
    - OVERHEAT-Type GD-(DOUBLE IMPACT) - Sota Fujimoriとの合作
    - ボクらのトリップデイズ(2B-waves)
    - Screaming Your Faith!!!(itoken vs. 96) - 伊藤賢治との合作
    - SPRING BAZOOKA

  - GITADORA OverDrive
    - DEATH BRINGER
    - Limit Level(Sota vs 96) - Sota fujimoriとの合作
    - LEMON & SALT(小野秀幸×96×肥塚良彦) - 小野秀幸、肥塚良彦との合作
    - The ULTIMATES -Brightness-
    - 幽明異境
    - たまごの物理科学的 及び調理特性に関しての調査、そしてその考察(大日本鉄倶楽部) - あさきとの合作

  - GITADORA Tri-boost
    - DEMON SLAYER(96 vs. Mutsuhiko Izumi) - 泉陸奥彦との合作
    - いま 我々にできること (大日本森倶楽部 feat. Koh Nishino) - あさきとの合作
    - 京 (cosMo@暴走P feat.96 & 肥塚良彦) - cosMo､肥塚良彦との合作
    - Destiny Wings (96&keiichi)
    - 追想 -SHINY DAYS- (小寺可南子)
    - My Way, My Life (小寺可南子)
    - Burning Cremation

  - CS版GuitarFreaks&DrumMania MASTERPIECE GOLD（システム楽曲全般）
  - Timepiece PhaseII(GuitarFreaksV3&DrumManiaV3 SOUNDTRACK:Jimmy Weckl) - 原作曲:佐々木博史、編曲:Jimmy Weckl(ギター演奏)
- beatmania IIDX
  - You'll say "Now!" (16 EMPRESS/BLACK STAR 幸広 -YUKIHIRO-)
  - THE BLACK KNIGHT(18 Resort Anthem/L.E.D.) - ギター演奏
  - GIGANT (19 Lincle/seiya-murai) - ギター演奏
  - 衰色小町メランコリア(19 Lincle/iNO)
  - In the Blackest Den(19 Lincle/Bulluvegola)
  - 下弦の月(20 tricoro/iNO)
  - All is Wrecked(21 SPADA/Destron)
  - Beat Radiance(22 PENDUAL/iNO)
  - NANAIRO(23 copula/LIQU@。)
  - 次葉 -turn the page-(24 SINOBUZ/小寺可南子)
- pop'n music
  - ポルターガイスト(16 PARTY♪/96 feat. 藤本美樹)
  - COMMANDO(17 THE MOVIE)
  - 風林火山(18 せんごく列伝)
  - 断罪プラズマ(19 TUNE STREET/積田晋平) - ロックバンド『六合（りくごう）』のボーカリスト積田晋平がボーカルを担当。
  - ノー！ノー！Way(20 fantasia/ApachE)
  - LOL!(Sunny Park/ApachE)
  - OVERHEAT -Type P-(Sunny Park/DOUBLE IMPACT)
  - ATTRACTION！(Sunny Park)
  - ヘイ！ヘイ！Bay～ボクらの夏にサマー☆ウェイヴ～ (ラピストリア/波乗りアパッチとB組のみんな)
  - 曼珠沙華(ラピストリア)-ストーリーの隠し曲
  - 怒りと共に去りぬ！！ (éclale/96 feat.すわひでお)
  - 霊魂爆砕 -SOUL EXPLOSION- (うさぎと猫と少年の夢)
- jubeat
  - GIGA BREAK(jubeat)
  - AREA 51(ripples)
  - Shining Wizard(knit)
  - キルト(knit APPEND/Des-Sana+wpt9) - Des-ROW、wac、PON、TOMOSUKEとの合作でSanaがボーカルを担当[1]。
  - Devil Fish Dumpling(copious)
  - 恋閃繚乱(saucer/2B-Waves) - jubeatへの提供曲であると、96自身がBEMANI Backstage 第42回により証言。
  - OVERHEAT -Type J-(saucer/DOUBLE IMPACT)
  - HYDRA(saucer fulfill)
- REFLEC BEAT
  - DRAGON KILLER(limelight/96 vs. Mutshuhiko Izumi) - 泉陸奥彦との合作
  - OVERHEAT -Type R-(colette/DOUBLE IMPACT)
  - RAGNAROK(colette)
  - 狂鬼村正(groovin!!/九六VS栗須承之介) - Qrispy joyboxとの合作
  - 天地動伝説(groovin!!/98) - 肥塚良彦との合作
  - XiNΧ(VOLZZA/cosMo＠暴走P feat.96) - cosMoとの合作
  - Ghost Hunters(VOLZZA)
  - Dragon's Tears (悠久のリフレシア/96 & keiichi)
- Dance Dance Revolution
  - Samurai Shogun vs. Master Ninja(2014)
  - First Time(A/BEMANI Sound Team "Metal Stepper") - KONAMI在籍時（2016年頃)作曲と、Twitterで証言。
- BeatStream
  - がんばれゴエモン　〜 ビーストメドレー 〜(アニムトライヴ)
- ノスタルジア
  - Enigmatic Synchronization (ノスタルジア/Devin kinoshita & 96)
- OVERHEATシリーズ - 96とSota Fujimoriによる合作曲。一つの原曲だが、それぞれの収録機種に応じて構成が異なっている。
  - OVERHEAT -Type GD-(DOUBLE IMPACT)
  - OVERHEAT -Type P-(DOUBLE IMPACT)
  - OVERHEAT -Type J-(DOUBLE IMPACT)
  - OVERHEAT -Type R-(DOUBLE IMPACT)
- うたっち
  - 星空に誓うロマンス(達見恵) - 編曲
  - エンプティ マイ ハート(ビンビンWAVES) - 編曲
- 太鼓の達人
  - INSPION (サウンド制作スタジオ「INSPION」社歌)(イエロー)
  - Infinite Rebellion (原曲「幽玄ノ乱/世阿弥(Tatsh)」)(イエロー)
  - 濃紅 (黒沢ダイスケ × 小寺可南子)(イエロー)
  - R.I.(大和 × 黒沢ダイスケ)(イエロー)
  - 第六天魔王 (黒沢ダイスケ × Masahiro “Godspeed” Aoki)(ブルー)
  - 天下統一録（黒沢ダイスケ × Masahiro “Godspeed” Aoki)(ブルー)
  - 幕末維新譚（黒沢ダイスケ × Masahiro “Godspeed” Aoki)(ニジイロ)
  - Central Dogma Pt.1 (ニジイロ)
  - Central Dogma Pt.2 (ニジイロ)
  - 蛇鉄 (ニジイロ)
- Cytus II
  - INSPION (サウンド制作スタジオ「INSPION」社歌)
  - Phantom Razor (Daisuke Kurosawa)
  - IOLITE-SUNSTONE (Hideyuki Ono x Daisuke Kurosawa)
  - すゝめ☆クノイチの巻 （黒沢ダイスケ x mitsu. feat. ななひら）
- CHUNITHM
  - GIGA DRIVE (黒沢ダイスケ)
- オンゲキ
  - 脳天直撃 (黒沢ダイスケ)
- Arcaea
  - Scarlet Cage (黒沢ダイスケ)
  - Far Away Light (technoplanet feat.はるの＆黒沢ダイスケ)
- SEVEN’s CODE
  - わたしのトランジェントルマン (GIRLS WAVE GEAR)
  - INSPION
  - Replayer (黒沢ダイスケ feat. Risa Yuzuki)
- 「ファイナルファンタジー」×「モンスターストライク]
  - 妖星乱舞 - 編曲・ギター
- アナザーエデン 時空を超える猫 第2部 東方異象編 「時の女神の帰還」
  - ギター演奏
  - 剣風雷花
  - 妖魔幻晶
  - 螺旋の焔が抱く夢は
  - 夜よ! 獣よ! ぬばたまの
  - 紅涙パズル
  - 邪悪なる聖母の唄
- 幽☆遊☆白書 100%本気(マジ)バトル「魔界の扉編」
  - バトル系楽曲 - 作編曲
  - 魔界トーナメント:バトル系楽曲 - 作編曲
- ハードコア・メカ
  - Dash & Strike (メインテーマ曲、歌唱：影山ヒロノブ) - 作編曲
- ニンジャラ
  - Burnout (黒沢ダイスケ)
- エンゲージソウルズ
  - バトル系楽曲 - 作編曲
- HADES
  - The Unseen Ones (feat. Daisuke Kurosawa and Masahiro Aoki)
- No Straight Roads
  - バトル系楽曲 - ギターソロ演奏
- その他のゲーム音楽
  - 私立BEMANI学園
    - お米の美味しい炊き方、そしてお米を食べることによるその効果。(大日本鉄倶楽部) - あさきとの合作

  - 熱闘!BEMANIスタジアム
    - マインド・ゲーム（96 with メカショッチョー） - ショッチョーとの合作

  - U.M.U×BEMANI
    - MITOれて!いばらきっしゅだ〜りん（水戸ご当地アイドル（仮）） - 作曲

  - 発見！よみがえったBEMANI遺跡
    - Cleopatrysm (ピラミッ℃) - Sota fujimori､Akhuta､猫叉master､ショッチョー､かめりあとの合作

  - BEMANI SUMMER DIARY 2015
    - In The Breeze (96 & Sota ft. Mayumi Morinaga) - Sota fujimoriとの合作

  - スミスの気まぐれジェントル
    - Just Believe (小寺可南子)

  - モンスター烈伝 オレカバトル
    - 覇星神ライシーヤのテーマ - 編曲、ギターとベース演奏
    - 天地騎士クレイのテーマ - ギター演奏
    - 王子マルドクのテーマ - ギター演奏
    - 星の騎士ライトのテーマ - ギターとベース演奏

  - EDP PRESENTS BEMANI ROCK FES '16
    - Good bye, Summer ～さよならは言わない～ (私立BEMANI学園 軽音部OB) - PONとの合作

  - jubeat×永谷園
    - ちょちょいとちょいだよ夢浪漫 (A応P) - 作曲、編曲。すし太郎をイメージした楽曲

## ゲーム以外の主な楽曲提供

### アニメ
- はなまるぴっぴはよいこだけ - 作曲・編曲。TVアニメ『おそ松さん』オープニングテーマ。歌:A応P、作詞:あさき。Dance Dance Revolution、GITADORA Tri-Boost、jubeat prop、REFLEC BEAT groovin'!! Upper、BeatStreamに収録。
- デンシンタマシイ - 編曲。TVアニメ『BORUTO-ボルト- -NARUTO NEXT GENERATIONS-』エンディングテーマ。歌:ゲーム実況者わくわくバンド、作詞:ゲーム実況者わくわくバンド、作曲:せらみかる。

### その他アーティスト
- 夕星の芒野と消ゆ(EARTHSHAKER) - 作曲・編曲。作詞:あさき。 アルバム「bird」収録
- 零の位相(kradness) - 作曲・編曲。作詞:あさき。 アルバム「MIND HACK」収録
- Anger(DJ  Genki VS 黒沢ダイスケ feat. 鯖) - ギター。作詞・作曲:DJ Genki。 アルバム「ULTRA HAPPY COLLECTION」収録
- NUMBER 26 ft. 黒沢ダイスケ×Daisuke from SEVER BLACK PARANOIA(lapix) - ギター。作曲:lapix。 アルバム「L」収録
- スーパーD&D~完全にリードしてアイマイミー~/D絶対!SAMURAIインザレイン(むらたたむ&レディビアード) - 作曲・編曲。作詞:あさのまるお。
- Replayer(Risa Yuzuki) - 作曲・編曲。作詞:Risa Yuzuki。 アルバム「Stellalude」収録
- Morphobia(Senzai) - ギター。作詞・作曲:かぼちゃ。 アルバム「Tødestrieb」収録
- 紅き剣先(96猫) - ギター。作詞・作曲:mitsu。 「陰陽師鬼切イメージソング」

## ディスコグラフィ

### 黒沢ダイスケ
- BLACK ALBUM 2（2018年8月8日）

1. INSPION
2. From Hell to Breakfast
3. R.I.
4. Agartha
5. El Nino
6. Phantom Razor
7. Yakudoshi
8. La Nina
9. Dragon Burst
10. Spiral Waves
11. D.N.A. (Revisited 2018)

- BLACK ALBUM 3（2020年5月6日）

1. GIGA DRIVE (Long Version)
2. Kill Trap
3. 第六天魔王
4. 天下統一録
5. 幕末維新譚 (Bonus Track for CD Only)
6. Banana Fusion
7. Field Seven
8. Metamorphose
9. Subliminal Delusion
10. Dos Ninos
11. Time Limit 10PM

- VOX WORKS（2021年10月1日）

1. すゝめ☆クノイチの巻 (feat. ななひら & mitsu) [Long Ver.]
2. 不完全Future (feat. はるの & 鯖)
3. ステラブレオ (feat. りっく)
4. Dears (feat. Risa Yuzuki & よみぃ)
5. 傘はささないままで (feat. はるの & technoplanet)
6. すゝめ☆クノイチの巻 (Karaoke Ver.)
7. 不完全Future (Karaoke Ver.)
8. ステラブレオ (Karaoke Ver.)
9. Dears (Karaoke Ver.)
10. 傘はささないままで (Karaoke Ver.)

- BLACK ALBUM 4（2022年1月19日）
- MULTICOLOR SUMMER - EP（2022年8月13日）
- City Pop Winter（2024年1月13日）

### 96
- BLACK ALBUM（2013年3月27日）

1. X-treme Grade
2. 一網打尽
3. OVERHEAT
4. 恐怖の右脳改革
5. KAISER PHOENIX
6. CALAMITY PHOENIX
7. ポルターガイスト
8. GIGA BREAK
9. 百鬼夜行
10. AREA 51
11. FORCE Interval Build
12. Devil Fish Dumpling
13. DOUBLE IMPACT
14. In the Blackest Den
15. 風林火山
16. CHIMERA
17. Progressive Kids
18. Theme of Sangria
19. STAFF ROLL from MASTERPIECE GOLD

### GIRLS WAVE GEAR
- GIRLS WAVE GEAR 01 （2018年）

1. わたしのトランジェントルマン
2. STAND BY YOU
3. リム -片隅で祈る少女-

- GIRLS WAVE GEAR 02 （2019年）

1. Soft Premonition

- GIRLS WAVE GEAR 03 （2019年）

1. MAGIC TO YOU！
2. Brave Fortune Destiny 3

### 軌道共鳴
- Absolute Separation （2005年）

1. Orbital Resonance
2. 虎穴に入らずんば虎児を得ず
3. Ancient Sky
4. Birth of Inferno
5. Into the Galaxy
6. D.N.A.

- Proto Science （2008年）

1. MU
2. Atlantis (phase I)
3. Atlantis (phase II)
4. Image in a Mirror
5. The Hanging Garden
6. Cosmic Shaft
7. Seventh
8. Piranha Bytes